# Mary E. Hutchinson
Mary E. Hutchinson (* 1906 in Melrose (Massachusetts); † 10. Juli 1970) war eine US-amerikanische Künstlerin und Kunstlehrerin, die in den Jahren der Weltwirtschaftskrise und des Zweiten Weltkriegs in New York City lebte und arbeitete.

## Leben und Werk
Hutchinson war die Tochter des Lehrerpaares Minnie Belle und Merrill Hutchinson und wuchs in Atlanta auf. Sie besuchte das Washington Seminary, wo ihre Mutter unterrichtete und studierte dann am Agnes Scott College in Decatur (Georgia). 1925 hatte sie ihre erste Ausstellung mit ihrer privaten Kunstlehrerin Marion Otis in den Fenstern des Henry Grady Hotels. Die Zeitungen von Atlanta berichteten darüber im Rahmen einer Werbemaßnahme zur Einrichtung eines Kunstmuseums in der Stadt, das im folgenden Jahr als High Museum of Art eröffnet wurde. 1926 erhielt sie ein Stipendium an der National Academy of Design in New York.  Hier gewann sie drei Preise, jeweils einen für Skulptur, Zeichnung und Radierung. In den frühen 1930er Jahren zog sie nach New York City, arbeitete für verschiedene Kunstprogramme und war als Lehrerin für das New York Federal Art Project tätig. Während der gesamten Dauer des New Deal stellte sie unabhängig in den Midtown Galleries und als Mitglied verschiedener Künstlerorganisationen aus, darunter der National Association of Women Artists, der New York Society of Women Artists, der Society of Independent Artists und der American Artists Kongress. 1934 hatte sie ihre erste Einzelausstellung in New York in den Midtown Galleries. Das High Museum in Atlanta erwarb zwei ihrer Gemälde und sie trat der National Association of Women Painters and Sculptors bei. Ausstellungen ihrer Arbeiten wurden in zahlreichen Galerien und Museen gezeigt.  Nach ihrer Rückkehr 1945 nach Atlanta war sie bis Ende der 1940er Jahre an der Fakultät der High Museum School of Art und deren Nachfolger am Atlanta Art Institute tätig. Danach unterrichtete sie bis zu ihrem Tod 1970 als Kunstlehrerin an mehreren katholischen Gymnasien. Von 1959 bis 1967 war sie die erste Kunstlehrerin an der St. Pius X. Catholic High School.
Sie produzierte mehr als 250 Werke, darunter Ölgemälde, Zeichnungen und Radierungen. Ihre Kunstwerke zeigten Porträts, insbesondere von Frauen und Afroamerikanern. Ihre letzte Einzelausstellung, die im Frühjahr 1950 in der West Hunter Branch Library stattfand, enthielt ein Gemälde mit dem Titel: The Student (ca. 1937). Sie übergab das Gemälde am Ende der Ausstellung einem Bibliothekar und es ist heute Teil der Sammlung der Auburn Avenue Research Library über afroamerikanische Kultur und Geschichte. Hutchinson heiratete nie und teilte ab 1931 ihr Leben mit einer Reihe von Partnerinnen.

## Ausstellungen (Auswahl)
- 1925: Henry Grady Hotel, Atlanta
- 1927: High Museum, Atlanta, “12th Annual Exhibition – The Atlanta Art Association”
- 1930: Biltmore Hotel, Atlanta
- 1932: Salons of America; Washington Square Sidewalk Show; Painters and Sculptors Gallery; High Museum, Atlanta; The Jumble Shops; GRD Studio
- 1933: ACA Gallery, New York, “New York Scenes in oils, water colors, lithography”
- 1934: Theodore A. Kohn & Son, Jewelers; Midtown Galleries; National Academy of Design; High Museum, Atlanta; Washington Square Sidewalk Show; ACA Gallery;
- 1935: Argent Galleries; National Association of Women Artists; New York Society of Women Artists
- 1936: National Association of Women Artists; Midtown Galleries (Oct.)
- 1937: National Association of Women Artists; Society of Independent Artists; Chicago Art Institute; Midtown Galleries
- 1938: National Association of Women Artists; Society of Independent Artists
- 1938–1939: Barbizon Hotel for Women
- 1939: New York Society of Women Artists; Society of Independent Artists; American Artists Congress
- 1940: New York Society of Women Artists; American Artists’ Congress
- 1941: High Museum (Black and White Show)
- 1943: National Association of Women Artists; Society of Independent Artists
- 1944: New York Society of Women Artists; Society of Independent Artists
- 1945: New York Society of Women Artists
- 1946: New York Society of Women Artists
- 1947: New York Society of Women Artists
- 1949: Tampa Art Institute; New York Society of Women Artists; National Association of Women Artists
- 1950: National Association of Women Artists; Castle Gallery, Atlanta; West Hunter Library, Atlanta
- 1952: New York Society of Women Artists
- 1953: Argent Galleries; National Association of Women Artists